# Kirche Krölpa

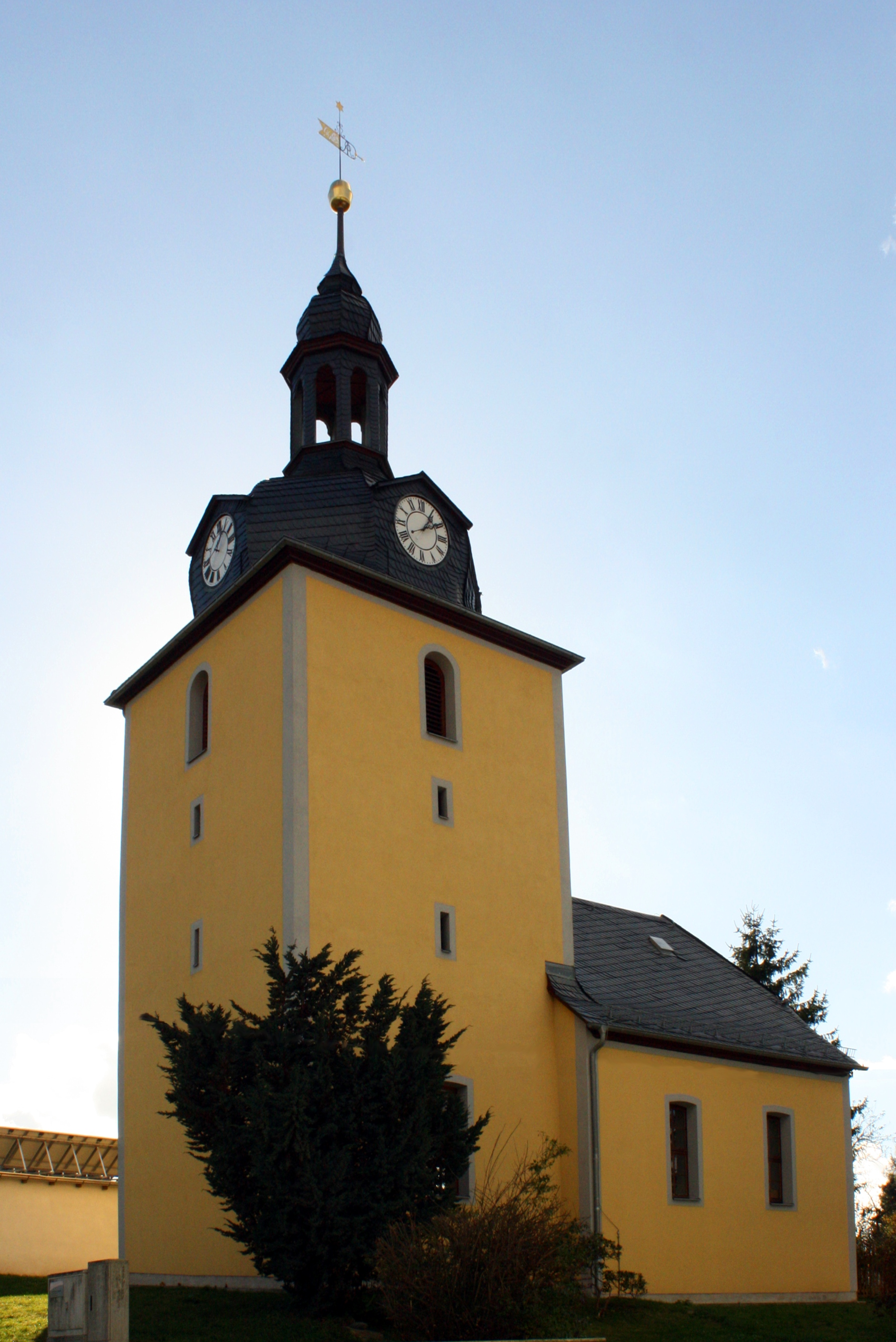
Kirche Krölpa

Die evangelisch-lutherische, denkmalgeschützte Kirche Krölpa steht in Krölpa, einem Ortsteil der Landgemeinde Stadt Auma-Weidatal im Landkreis Greiz in Thüringen. Die Kirchengemeinde Krölpa gehört zur Pfarrei Auma im Kirchenkreis Greiz der Evangelischen Kirche in Mitteldeutschland.

## Beschreibung
Die um 1730 gebaute verputzte Saalkirche hat einen Chorturm, in dessen unteren der vier Geschosse mittelalterliche Mauerreste vorhanden sind. Das Langhaus ist mit einem Satteldach bedeckt. Der Turm hat eine schiefergedeckte Haube, die eine Turmuhr enthält. Darauf sitzt eine offene Laterne mit einer Turmkugel.